# Erdemli (Mersin)

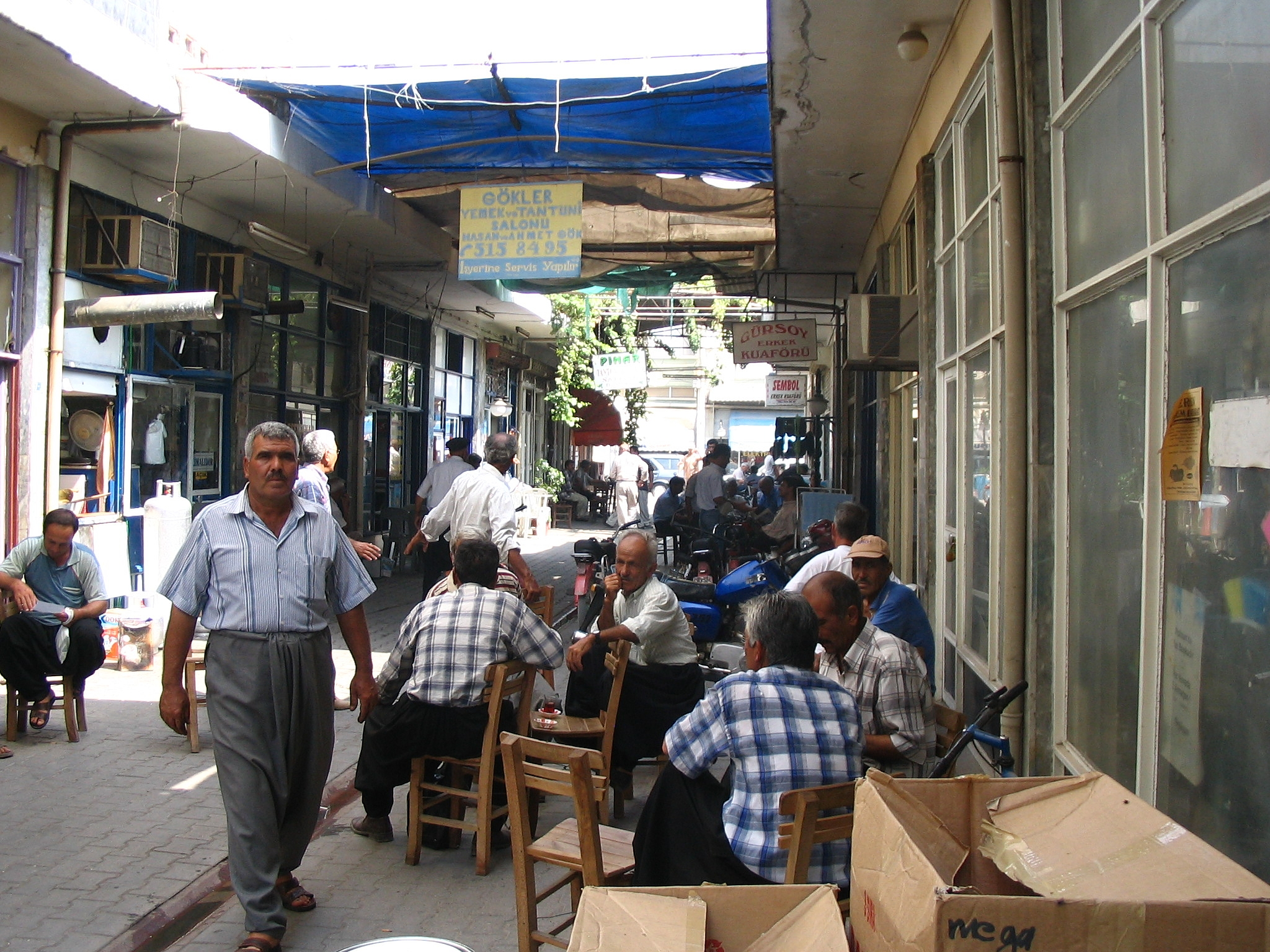

Erdemli est une ville et un district de la province de Mersin dans la région méditerranéenne en Turquie.

## Géographie
Le climat de la ville est méditerranéen. 
Les Monts Taurus se trouvent au nord de la ville.

## Histoire
Erdemli a fait successivement partie de :
1. Lydie et Hittite
2. Ancienne Grèce
3. Empire Romain
4. Empire Byzantin
5. Sultanat de Rûm
6. Bejlik de Karamanoğulları
7. Empire Ottoman
8. Turquie